# Bes (herb szlachecki)

Herb Bes u Tadeusza Gajla, za Żernickim i Sękowskim

Herb Bes u Juliusza Karola Ostrowskiego, za Niesieckim i Siebmacherem

Bes (Bies, Bees, Beess) – polski herb szlachecki, pochodzenia śląskiego.

## Opis herbu
Opis zgodnie z klasycznymi regułami blazonowania:
W polu czerwonym pniak o trzech korzeniach, dwóch sękach i dwóch listkach lipowych, w skos, srebrny (niekiedy zielony).
W klejnocie nad hełmem w koronie pęk piór kogucich, po 6 na stronę.
Istnieje wersja udostojniona herbu:
Na tarczy dwudzielnej w słup w polu prawym srebrnym pień naturalny o trzech korzeniach, dwóch sękach i dwóch listkach lipowych zielonych, w polu lewym czerwonym lew srebrny wspięty w koronie złotej. 
W klejnocie nad hełmem w koronie trzy pióra pawie.

## Historia herbu
W wersji jednopolowej, herb należał do śląskiej rodziny Beess. Najwcześniejsza wzmianka o członku tej rodziny - Adamie, pochodzi z 1260 roku. Herb został udostojniony srebrnym lwem 23 stycznia 1609 wraz z podniesieniem Jana Beessa z Wierzchlasu na Szumiradzie do rangi Freiherra.

## Herbowni
Beess, Bes, Besowski, Katowski.